# Pierre Ramus
Ne doit pas être confondu avec Pierre de La Ramée, dit Petrus Ramus ou Pierre Ramus (mort en 1572).
Pierre Ramus (né Rudolf Grossmann le 15 avril 1882 à Vienne et mort le 27 mai 1942 durant une traversée de l'Atlantique) est un militant anarchiste et pacifiste autrichien, considéré comme le représentant le plus important du mouvement anarchiste dans son pays natal.

## Biographie
Rudolf Grossmann est le fils d'un marchand juif de Hongrie et d'une catholique de la Moravie. En 1898, il est exclu de son école pour propagande sociale-démocrate et se fâche avec ses parents qui l'envoient chez des membres de la famille aux États-Unis.
Durant ses études à l'Université Columbia, il est journaliste pour le social-démocrate Newyorker Volkszeitung puis Arbeiterzeitung Grand New Yorker. En 1900, influencé par Emma Goldman et Johann Most, il écrit pour son journal Die Freiheit et est conférencier lors de réunions anarchistes. En 1902, il est accusé d'avoir mené une grève d'ouvriers du textile à Paterson (New Jersey) et est condamné à cinq ans de prison. Il réussit à fuir en Angleterre en prenant le pseudonyme de Pierre Ramus (qu'il a choisi en référence à l'humaniste français Petrus Ramus).
Il étudie l'économie et le droit à la London School of Economics. Il fréquente les anarchistes de Londres et, en gardant son pseudonyme, écrit notamment pour Der Arbeiterfreund, le journal de Rudolf Rocker. En lisant Pierre Kropotkine, il se tourne vers l'anarcho-communisme. Il rencontre dans le milieu anarchiste russe sa femme Sophie Ossipowna Friedmann.
En 1907, il revient en Autriche où l'on connaît ses activités. Il fonde un journal Wohlstand für Alle. Il est le délégué de l'Autriche pour le Congrès anarchiste international d'Amsterdam. Il entreprend une tournée de conférences en Bohème, en France, en Angleterre, en Suisse puis plusieurs villes d'Autriche où il crée des associations anarchistes.
En 1914, après la déclaration de guerre de l'Autriche à la Serbie, il interrompt rapidement son service militaire et se met à la disposition des autorités comme objecteur de conscience. Il est alors arrêté à deux reprises pour espionnage et trahison. Jusqu'à la fin de la guerre, il est en résidence surveillée et ne peut maintenir ses activités politiques. Il écrit ses trois œuvres majeures : Die Irrlehre und Wissenschaftslosigkeit des Marxismus im Bereich des Sozialismus (L'égarement et l'économie du marxisme dans le domaine du socialisme) (1919), Le communisme-anarchisme comme réalisation pour les temps actuels (Die Neuschöpfung der Gesellschaft durch den kommunistischen Anarchismus) (1920) et Friedenskrieger im Hinterland (Les guerriers de la paix dans l'arrière-pays) (1924).
Durant l'entre-deux-guerres, Pierre Ramus milite radicalement pour la non-violence et l'antimilitarisme durant la "Révolution autrichienne" et s'oppose aussi ouvertement aux sociaux-démocrates et aux communistes. Il rencontre les travailleurs de Vienne, s'implique dans le mouvement pacifiste et participe à des "colonies autonomes".
En 1933, un groupe de nazis l'assomme. Pour son engagement pour la vasectomie volontaire, il est condamné en 1934 à dix mois de prison à Graz. Il doit fuir en raison de ses origines juives puis pour son activité politique anarchiste après l'Anschluss. Il va d'abord en Suisse, en France, en Espagne puis au Maroc. Il meurt en 1942 dans le naufrage du bateau (torpillé) qui l'emmenait au Mexique où était réfugiée sa famille.

## Écrits (sélection)
- William Godwin, der Theoretiker des kommunistischen Anarchismus,, 1907
- Der Justizmord von Chicago, o.O. 1912 (Sur le massacre de Haymarket Square, 1886/87)
- Das anarchistisches Manifest, 1907 (critique du Manifeste du Parti communiste)
- Die Irrlehre und Wissenschaftslosigkeit des Marxismus im Bereich des Sozialismus, 1919
- Die Neuschöpfung der Gesellschaft durch den kommunistischen Anarchismus, 1921
- Friedenskrieger des Hinterlandes, 1924 (Un roman en partie autobiographique)
- Pierre Ramus: Dem Verleumder Karl F. Kocmata
- Die Grundelemente der philosophischen Weltanschauung Max Stirners. In: Widerreden, hg. v. Kurt W. Fleming und Gerhard Senft, Verlag Max-Stirner-Archiv, Leipzig 2001, S. 63–113, 126–128  (Anm.)
- « Wohlstand für Alle 1907–1914 (Wien) »(Archive.org • Wikiwix • Archive.is • Google • Que faire ?)
- Erkenntnis und Befreiung 1918–1933 1919 in der Anarchistischen Bibliothek Wien

### Publications en français
- Le manifeste anarchiste, 1907.
- État et violence, 1928.
- Le communisme-anarchisme comme réalisation pour les temps actuels, 1934.
- La préparation à la guerre sans la résistance du peuple : pourquoi ?, 1935.

## Notices
- Dictionnaire international des militants anarchistes : notice biographique.
- L'Éphéméride anarchiste : notice biographique.
- Libcom : notice biographique.